# باربیژرون
باربیژرون (به انگلیسی: Barbigerone) یک ترکیب شیمیایی با شناسه پاب‌کم ۱۵۶۷۹۳ است. که جرم مولی آن ۳۹۴ g/mol می‌باشد. 